# Melisa Sözen
Ayse Melisa Sözen sinh ngày 06 tháng 7 năm 1985, nghệ danh Melisa Sözen, là một nữ diễn viên Thổ Nhĩ Kỳ. Cô nổi tiếng với vai Nihal trong Winter Sleep (phim) của  Nuri Bilge Ceylan. Phim này đã giành giải Cành cọ vàng tại Liên hoan phim Cannes năm 2014.